# Cmentarz ewangelicki w Genowefie
Cmentarz ewangelicki w Genowefie – nieczynny cmentarz ewangelicko-augsburski (parafia ewangelicko-augsburska w Koninie, dawniej parafia we Władysławowie) zlokalizowany we wsi Genowefa (powiat koniński, województwo wielkopolskie.

## Historia
Wieś była siedziba kantoratu. Istniał tu dom modlitwy i szkoła elementarna (co najmniej od 1821). Cmentarz założono najprawdopodobniej w końcu XVIII wieku (lub drugiej połowie XIX wieku) i chowano na nim osadników karczujących lokalne lasy. W 1921 na 290 osób zamieszkujących wieś, 187 było ewangelikami. Ostatnie pogrzeby odbyły się w latach 50. XX wieku. W latach 2017–2018 nekropolię uporządkowano (Stowarzyszenie Frydhof, mieszkańcy wsi, lokalna OSP i PTTK Konin).

## Architektura
Nekropolia ma powierzchnię 0,05 hektara. Na środku stoi drewniany krzyż z figurą Jezusa Chrystusa. Dawniej istniało tu ogrodzenie (biały parkan), po którym nie pozostały ślady.
Na cmentarzu zachowało się kilkanaście nagrobków, w tym m.in.:
- czwórki dzieci ostatniego kantora we wsi, Aleksandra Hoffmanna (Adolf, Martha, Hedwig oraz Erna),
- członków rodziny Zielke, ostatnich pochowanych na cmentarzu, w tym kilkunastoletniej krewnej nauczyciela Hoffmanna, zmarłej tragicznie w wyniku wypicia ługu mydlanego,
- Augusta Welke (najstarszy zachowany nagrobek, pochodzący z 1894),
- członków rodzin: Fandrich, Hennig, Follak, Hoffmann, Lausch, Kulmann, Zielke, Deckert, Zeretzke, Hehring, Schendel, Selich, Sommerfeld, Altstadt i Bresler[1].

## Piramida von Tattenborna
W obrębie cmentarza stoi pomnik w kształcie ściętej piramidy wzniesiony z ciosów granitowych. Upamiętnia on śmierć grafa Ulricha von Tattenborna, a także jego adiutanta, dragona Georga Otto. Zginęli oni podczas pojedynku z oficerem rosyjskim w czasie I wojny światowej. Ojciec grafa zabrał ciało syna do Bawarii, skąd pochodzili, a w Genowefie ufundował granitowy pomnik, wraz z tablicą pamiątkową, która po 1945 zaginęła. Zwłoki adiutanta pozostały na miejscu. Ród Tattenbornów spokrewniony był z rodem Stauffenbergów, z którego pochodził Claus von Stauffenberg.

## Zbiorowa mogiła wojenna
W styczniu 1945 w obrębie cmentarza pochowano 36 żołnierzy niemieckich i dwie sanitariuszki. Zginęli oni w starciach z Armią Czerwoną, głównie podczas walk o Koło. Z czasem zwłoki ekshumowało Stowarzyszenie "Pomost". Przeniesiono je do niemieckiej kwatery wojskowej, która znajduje się na cmentarzu junikowskim w Poznaniu.